# Glacera de Moiry
La glacera de Moiry és una glacera situada entre 2.400 i 3.800 m d'altitud al cantó del Valais a Suïssa, d'una longitud de 5,35 km i d'una superfície de 5,75 km² l'any 1973. L'any 1905 la seva longitud era superior a 6 km. Ha perdut més de 650 m de longitud des de les mesures efectuades l'any 1900.
La glacera omple l'extremitat superior de la vall de Moiry i dona naixement a la Gougra, un afluent de la Navizence. Tanmateix, des de 1958, les aigües de la glacera són retingudes a l'embassament de Moiry i passen per la turbina més avall a la Vall de Anniviers.
La glacera neix a prop de la cimera del Grand Cornier a 3.962 m d'altitud.

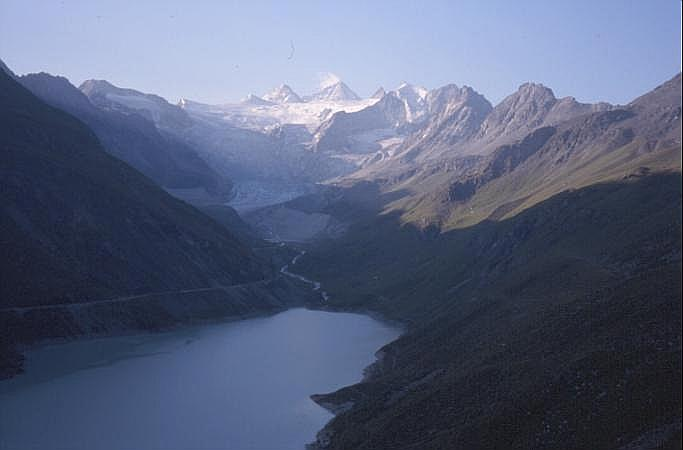
La glacera i el llac de Moiry